# Kgalagadi North
Kgalagadi North è uno dei due sottodistretti del distretto di Kgalagadi nel Botswana.
Al censimento del 2001 ne facevano parte:
Hukuntsi (località più popolosa), Hunhukwe, Inalegolo, Kang, Lehututu, Lokgwabe, Make, Monong, Ncaang, Ngwatle, Phuduhudu, Tshane, Ukwi, Zutswa.

## Villaggi
- Hukuntsi
- Hunhukwe
- Inalegolo
- Kang
- Lehututu
- Lokgwabe
- Make
- Monong
- Ncaang
- Ngwatle
- Phuduhudu
- Tshane
- Ukwi
- Zutswa

## Località
- B B Farm 74
- B B Farms 75
- BLDC
- Boago farm
- Bodibaboteng
- Bohese
- Bonwapitse
- Boogo
- Botshabelo
- Camp 5
- Casino
- Council water unit
- Eighteen
- Farm
- Gapanyane
- Ginger
- Gukwa
- Hukalantshe
- Hunhukwe Syndicate
- Ikanyeng Farm
- Inalegolo Lands
- Kaa Camp
- Kaa Gate
- Kabu
- Kaka
- Kalahari Safari Lodge
- Kalakashe
- Kamolane
- Kang Lands
- Katshwane
- Kawi
- Kgainyane
- Kganyane
- Khaasi
- Khakhwe
- Kiki
- Kings Lands
- Kokwa
- Kopano
- Kwa Kgosing
- Lekgwarana/Tshanye
- Lekhubu la Mangone
- Lekojwana
- Lengonyaneng
- Leru Ranch
- Lesedi
- Lolwaneng
- Mae
- Mafnewaick Farm
- Magare
- Mahutshane
- Maichizo Lands
- Maikano
- Majwana
- Makanyane
- Makgarejwana
- Makgarejwana
- Makwangkwang
- Maokane
- Maokanyane
- Maotoakgomo Syndicate
- Maputo
- Marang
- Marota/Makubu
- Marutshwana
- Masego/Thite
- Masimo 1
- Masori
- Matimela Kraal
- Matlhogotsane
- Matswai lands
- Mazagazaga
- Moege
- Mogobe wa Mokgalo
- Mogobe- wa- Mothosi
- Mokehaneng (No 1)
- Mokekentane
- Mokgadi
- Mokwadi Mokope Farm
- Molatlhe
- Monkgelawabo
- Mooki
- Mookotsi
- Moraba wa makgetho
- Moraba-wa-Thamaga
- Moriti/Ditholong
- Mosaseng
- Motlhalawakgama
- Motloping
- Motshosele
- Motsikiri
- Nakalatlou
- Nakatsapudi
- Namogosise
- Ncang Ncaba
- Ngamotshe
- Ngwaborwa
- Ngwambisane
- Nxhabe
- Ohe
- OV Estates
- Palamaokue 1
- Palamaokue 2
- Palamasekgwa
- Patisamarago
- Phenyo
- Phephane
- Phia
- Phomolo
- Photsana
- Phuduhudu Quarantine
- Qaala
- Road Fencing Camp
- Rulwane
- Savanna Ranch
- Sele
- Senthomule
- Senthumole
- Setsile
- Seventeen
- Sexwakane
- Shixe
- Shixele
- Shubule Zutshila
- Sinohydro
- Swaabe
- Swape
- Synohydro Camp
- Telecomms Workers Camp
- Telecomms Workers Camp
- Telecomms Workers Camp
- Thalaga
- Thupayamokala
- Tlhaga's Farm / Tlhage
- Tlhogo-ya-Tlou
- Tlhomola
- Tsalatswe
- Tshwaragano Syndicate
- Tshwarantsa
- Tswelelo syndicate
- Xaala
- Xabekome
- Xcuu
- Zalcon
- Zutshila
- Zutshwa Mixture
- Zwee